# ストラトスコープ
ストラトスコープ(Stratoscope)は、1950年代から1970年代に飛ばされ、光学から赤外線領域のスペクトルを観測した2つの気球搭載望遠鏡である。どちらも地上からリモートでコントロールされた。
ストラトスコープIは12インチの鏡を持ち、1957年に初飛行した。マーティン・シュヴァルツシルトが考案し、パーキンエルマーが制作した。小さな副鏡で主鏡からの画像を35mm映画カメラに焦点を合わせ、フィルムに画像を記録した。シュヴァルツシルトは、この望遠鏡を太陽の光球の乱流や粒状斑の研究に用いた。
ストラトスコープIIは36インチの反射望遠鏡で、1963年から1971年まで飛行した。この大型プロジェクトは、ONR、後のアメリカ国立科学財団が資金提供する大学主導のチームの能力を超えていることが明らかとなったため、ナンシー・ローマンが率いる科学気球プログラムの端緒として、アメリカ航空宇宙局が運営することとなった。搭載されたゴンドラの重さは3.5トンだった。惑星の大気、赤色巨星の大気、銀河の研究等に用いられた。ストラトスコープIIの飛行の初期は写真フィルムが用いられたが、すぐにテレビジョン検出器に置き換えられた。